# 上斯洛比德卡

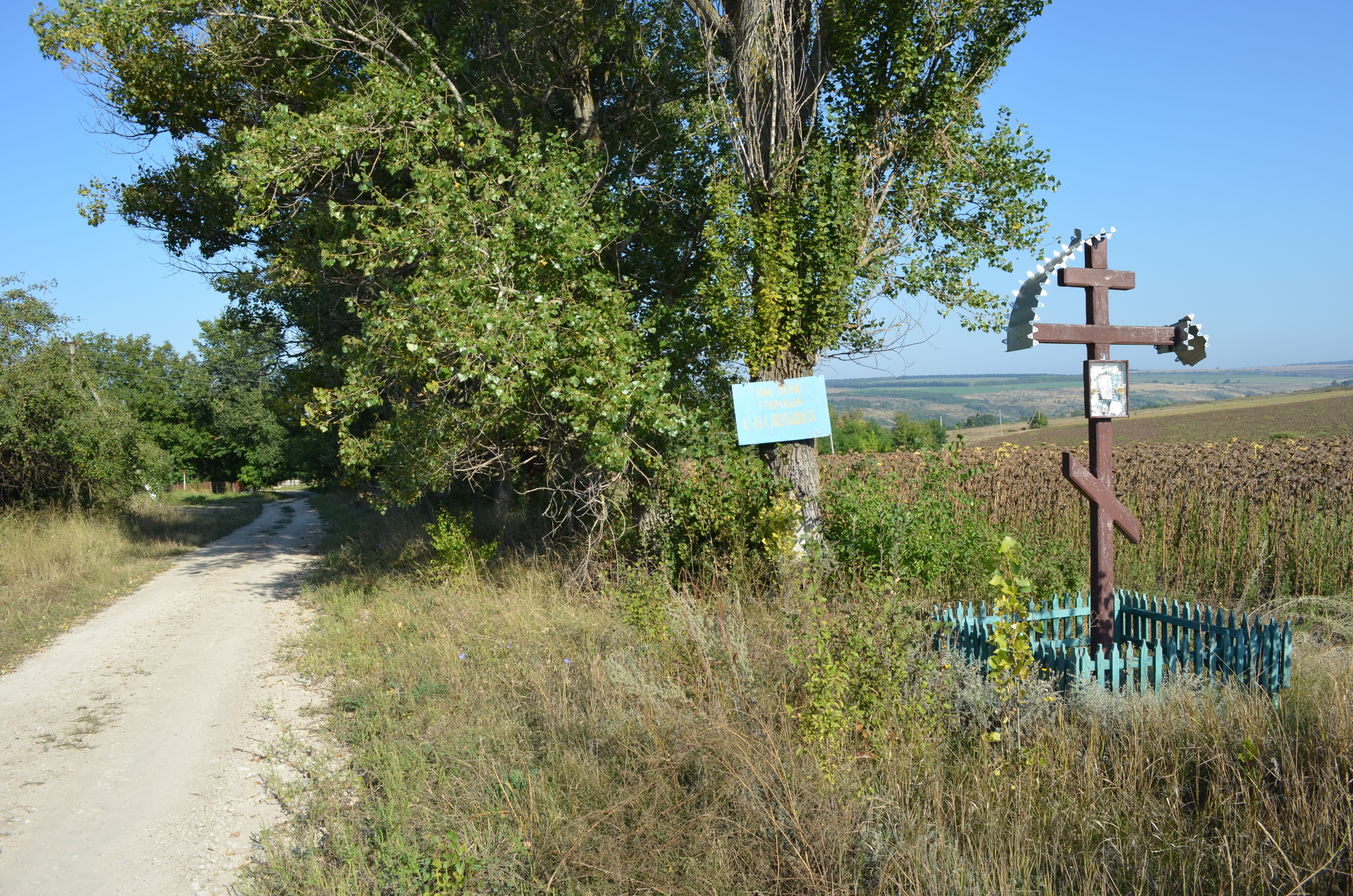

48°11′13″N 28°35′9″E / 48.18694°N 28.58583°E
上斯洛比德卡（烏克蘭語：Верхня Слобідка），是烏克蘭的村落，位於該國西南部文尼察州，由圖利欽區負責管轄，始建於1830年，面積0.59平方公里，海拔高度109米，2001年人口122，人口密度每平方公里250.73人。